# MilkShake(ミルクセーキ)
MilkShake(ミルクセーキ)は、長崎県を拠点に活動するローカルアイドルグループ。「MilkShake」と表記されることもあるが、括弧付きが正式表記である。2013年結成。『ご当地アイドル殿堂入り』の称号を持つ。

## 概要
長崎在住の林田静が2012年に立ち上げた「長崎発！ToBeアイドルプロジェクト」によるアイドルグループ。林田は、知人の女子中学生から「アイドルになりたいが長崎に住んでいると難しい」という声を聞き、長崎でアイドルグループを作ろうと思い立ったという。当時長崎を拠点に活動していた唐川真がオフィシャルコンポーザーとして楽曲制作を担当。
グループ名は、長崎県民に親しまれている（食べる）ミルクセーキから名付けた。定期公演のタイトルも「ミルクセーキは食べ物です」（通称「ミル食べ」）である。
2013年6月、『ミルクセーキ大作戦』でCDデビュー。同年7月14日お披露目イベントをみらい長崎ココウォークで開催。2014年4月にはNHK「恋する地元キャンペーン」の恋ジモサポーターに選ばれ、同年7月には長崎市の観光大使に就任した。2021年3月25日にはグループの活動が長崎市の「長崎創生プロジェクト」（認定番号59 長崎アイドルによる魅力発信 ～人を呼び込む空間づくり～）に認定された。
2015年以降、加入順に「ミルキーナンバー」が振られたが、2020年11月、山本ななみ加入時の新体制に伴い廃止。新たにメンバーカラーが制定された。

## メンバー
| 名前                      | ニックネーム | 生年月日              | メンバーカラー | 備考               |
| ------------------------- | ------------ | --------------------- | -------------- | ------------------ |
| 香月 ちはる かつき ちはる | ちはちゃん   | 2007年12月1日（17歳） | オレンジ       | 2023年6月25日加入  |
| 佐倉 あさみ さくら あさみ | あさみん     | 2005年4月12日（20歳） | 紫             | 2024年7月6日加入   |
| 可恋 こころ かれん こころ | ここちゃん   | 2003年7月13日（21歳） | 赤             | 2024年12月21日加入 |

### 元メンバー
| 名前                        | ミルキーナンバー/ メンバーカラー | 備考                                                     |
| --------------------------- | -------------------------------- | -------------------------------------------------------- |
| 西山 美結 にしやま みゆ     | -                                | オリジナルメンバー（1期） 2014年5月31日卒業              |
| 村神 まい むらかみ まい     | -                                | オリジナルメンバー（1期） 2014年5月31日卒業              |
| 野々宮 鈴 ののみや りん     | -                                | 2014年6月1日加入（2期） 2015年3月7日卒業                 |
| 伊藤 瑠菜 いとう るな       | 5                                | オリジナルメンバー（1期） 2015年4月29日卒業              |
| 本田 梨花 ほんだ りか       | 3                                | 2014年6月1日加入（2期） 2015年10月11日卒業               |
| 中川 マリア なかがわ まりあ | 1                                | オリジナルメンバー（1期） 2016年2月28日卒業              |
| 藤本 実緒 ふじもと みお     | 9                                | 2015年3月28日加入（3期） 2016年3月21日卒業               |
| 河合 ゆうな かわい ゆうな   | 2                                | オリジナルメンバー（1期） 2016年10月22日卒業             |
| 相川 笑未 あいかわ えみ     | 7                                | 2014年6月1日加入（2期） 2016年10月30日卒業               |
| 平岡 うらら ひらおか うらら | 8                                | 2014年6月1日加入（2期） 2016年10月30日卒業               |
| 横沢 けい よこざわ けい     | 4                                | オリジナルメンバー（1期） 2016年12月4日卒業              |
| 葉月 ひなの はづき ひなの   | 10                               | 2016年3月6日加入（4期） 2018年2月5日卒業                 |
| 矢澤 咲希 やざわ さき       | 6                                | 2014年6月1日加入（2期） 2018年3月21日卒業                |
| 宇佐美 彩乃 うさみ あやの   | 11                               | 2016年3月6日加入（4期） 2019年4月7日卒業                 |
| 愛田 桜子 あいだ さくらこ   | 13                               | 2017年4月29日加入 2019年4月15日卒業                      |
| 咲良 はる さくら はる       | 18                               | 2019年5月5日加入 2019年8月8日卒業                        |
| 早川 麗未 はやかわ れいみ   | 15                               | 2018年3月3日加入 2019年9月10日脱退                       |
| 絢優 あゆ                   | 12                               | 元ヒペリカム。2016年7月18日加入 2020年10月25日卒業       |
| 如月 りお きさらぎ りお     | 16                               | 2018年7月29日加入 2020年10月25日卒業                     |
| 花瀬 みく はなせ みく       | 19 / 赤                          | 2019年12月22日加入 2021年12月26日卒業                    |
| 夕桜 りょうか ゆら りょうか | オレンジ                         | 2021年10月31日加入 2022年1月24日持病の悪化により活動辞退 |
| 田中 未莉 たなか みいり     | ピンク                           | 2022年7月24日加入 2022年10月13日体調不安等により脱退     |
| 海波 きら みなみ きら       | 14 / 紫                          | 2017年7月29日加入 2022年12月25日卒業                     |
| 湊 さくら みなと さくら     | 赤                               | 2023年6月25日加入 2023年8月29日体調不良により活動辞退    |
| 山本 ななみ やまもと ななみ | 水色                             | 2020年11月15日加入 2024年3月31日卒業                     |
| 乙野 さち おとの さち       | 17 / 白                          | 2019年5月5日加入 2024年5月12日卒業                       |
| 星奈 みづき ほしな みづき   | ピンク                           | 2022年12月28日加入 2025年2月16日卒業                     |

## 作品

### CD

#### シングル
- ミルクセーキ大作戦（2013年6月26日）
- WhatAFantaG★/日曜日は大キライ！（2014年12月20日）
- Say it!/手をつなごう（2015年6月28日）
- DEJIMAらぷそでぃ/MyDestination（2017年7月29日）
- MidnightMonologue/ジキル＆ハイド（2019年3月21日）
- 革命JAAAAA（2020年8月9日）
- うぃLOVEカルコーク（2022年3月27日）

#### アルバム
- だからミルクセーキは食べ物だってば！（2016年3月6日）